# غيل ديفيز
غيل ديفيز (بالإنجليزية: Gail Davies)‏ هي مغنية ومغنية مؤلفة أمريكية، ولدت في 5 يونيو 1948 في بروكن بو في الولايات المتحدة.

## وصلات خارجية
- الموقع الرسمي
- غيل ديفيز على موقع IMDb (الإنجليزية)
- غيل ديفيز على موقع ميوزك برينز (الإنجليزية)
- غيل ديفيز على موقع أول ميوزيك (الإنجليزية)
- غيل ديفيز على موقع ديسكوغز (الإنجليزية)
- غيل ديفيز على موقع قاعدة بيانات الفيلم (الإنجليزية)